# Amselhof (Wolfershausen)
Koordinaten: 51° 11′ 19″ N, 9° 25′ 58″ O

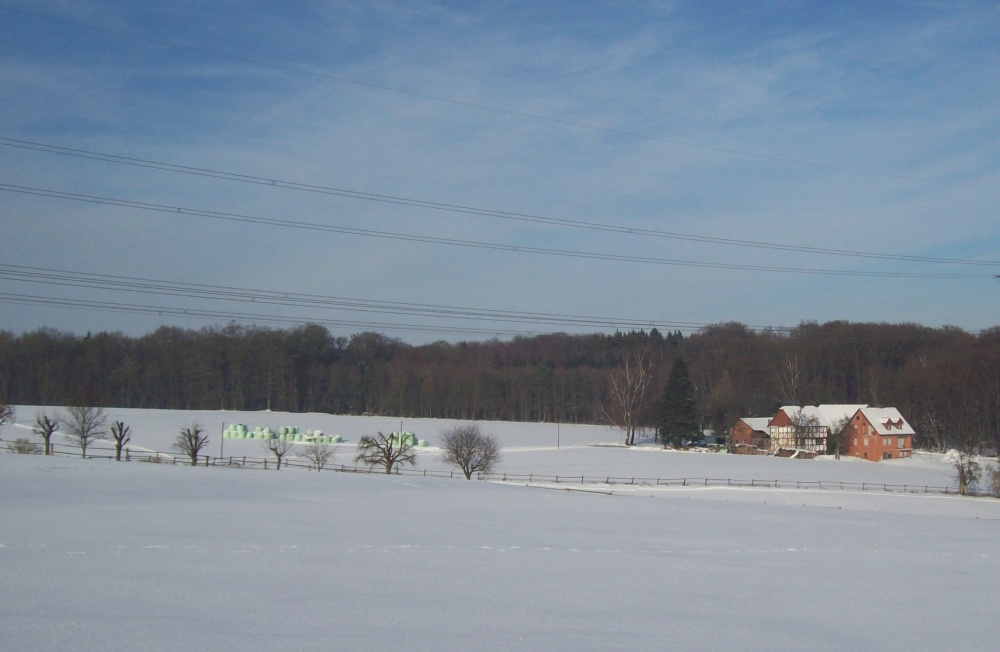
Der Amselhof am Lotterberg (Dezember 2010)

Der Amselhof, auch Hof zur Amsel genannt, ist ein frei stehendes Gehöft und ehemaliges Wirtshaus im Nordosten der Gemarkung von Wolfershausen, einem Stadtteil von Felsberg im nordhessischen Schwalm-Eder-Kreis, Deutschland.

## Geographie
Der Hof liegt etwa 1 km nordwestlich von Wolfershausen auf 190 m Höhe am nordöstlichen Waldesrand des Lotterbergs, einer bewaldeten Basaltkuppe östlich des Gudensberger Ortsteils Deute. Von der Kreisstraße K4 zwischen Wolfershausen im Osten und Deute im Westen führt ein Wirtschaftsweg zum Amselhof. Ein heute nicht mehr existierender mittelalterlicher Höhenweg, noch im 19. Jahrhundert „Diebspfad“ genannt, führte am Amselhof vorbei nach Kassel. 

## Geschichte
Die Ersterwähnung des Orts erfolgte 1539, als im Kasseler Salbuch in der Wolfershausener Gemarkung Äcker am „Menschenberg“ bzw. an der „Amenschenborg“ genannt wurden. In der Folge wurde die Ortsbezeichnung wiederholt abgewandelt, wobei die Betonung immer mehr auf „Burg“ lag. Schon 1558 wurde ein am Lotterberg gelegener Hof „Amelsburg“ erwähnt, und der sogenannte Amselwald bei der „Ammelschen Burg“ wurde laut Breitenauer Salbuch 1579 von den Bewohnern des nahen Dorfs Haldorf genutzt. Spätere Variationen des Ortsnamens waren 1580 Amescher Burg und 1708/10 „Amselborg“. Auf topographischen Karten neuerer Zeit erscheint nur noch „Amsel“ als Name des dortigen Waldes und zuletzt „Amselhof“ (1970 und 2006).

## Der Hof
Die ältesten Gebäudeteile des Wirtshauses wurden zwischen 1694 und 1748 errichtet; in dieser Zeit wird das Wirtshaus in einer undatierten Katastervorbeschreibung erstmals erwähnt. 
Das heutige Fachwerkhaus mit Sandsteinfundament ließ Meister Johann Hermann Alheit 1776 mit dem Holz des früheren Wohnhauses errichten. Über der fein gestalteten Tür sind auf dem Eichenbalken eine Amsel auf einem Zweig sitzend, ein Hobel und ein Winkelmaß eingeritzt. In der ersten Hälfte des 18. Jahrhunderts unterhielt Johannes Umbach im Amselhof ein Gasthaus. 1932 übernahm Konrad Dittmar den 27 Morgen großen land- und forstwirtschaftlich genutzten Hof und übergab diesen anschließend an seinen Sohn Karl Dittmar.
Bis in die 1970er Jahre gab es auf dem Amselhof noch keinen elektrischen Strom, kein fließendes Wasser und kein Telefon. Die Bewohner verbrachten die Abende beim Schein von Petroleumlampen. Der Wasseranschluss kam als letztes, erst in den 1980er/1990er Jahren; bis dahin wurde der hofeigene Brunnen für Menschen und Tiere genutzt.

## Literarische Behandlung
Der Amselhof ist Handlungsort der 1933 erschienenen Liebesgeschichte Das rote Haus des Kasseler Schriftstellers Wilhelm Ide. In dieser Erzählung wird der Lotterberg „Otterberg“ genannt.

## Amselburg?
An der Stelle des Amselhofs wurde, offensichtlich aufgrund der früheren Ortsbezeichnungen, einst fälschlich eine abgegangene Burg vermutet, aber es gab dort keine solche. Schon 1858 zweifelte Georg Landau ernsthaft an deren Existenz.